# خورشیدگرفتگی ۱۶ فوریه ۱۹۸۰
خورشیدگرفتگی ۱۶ فوریه ۱۹۸۰ (به انگلیسی: Solar eclipse of February 16, 1980) یک خورشیدگرفتگی از نوع خورشیدگرفتگی کامل است. این خورشیدگرفتگی در تاریخ ۱۶ فوریه ۱۹۸۰ میلادی (‎۲۷ بهمن ۱۳۵۸ خورشیدی) روی داد که زمان اوج آن، ساعت ۸:۵۴:۰۱ به‌وقت ساعت هماهنگ جهانی بوده‌است. مدت زمان و طول این خورشیدگرفتگی ۴ دقیقه و ۸ ثانیه بود.